# Courbeveille
Courbeveille település Franciaországban, Mayenne megyében. Lakosainak száma 633 fő (2022. január 1.). Courbeveille Ahuillé, Astillé, Cossé-le-Vivien és Montjean községekkel határos.

## Népesség
A település népességének változása:
| Lakosok száma | 423  | 503  | 487  | 582  | 653  | 635  | 640  | 640  | 638  | 633  |
|               | 1968 | 1982 | 1990 | 2006 | 2013 | 2015 | 2017 | 2019 | 2020 | 2022 |